# Chiesa della Madonna del Giardino (Brindisi)
La chiesa della Madonna del Giardino è un edificio religioso cattolico situato a Tuturano, Brindisi. 

## Storia
La chiesa fu costruita a partire dal 1456, tuttavia la tradizione fa risalire la sua edificazione a un evento miracoloso dopo il crollo del precedente luogo sacro nel XIV secolo; infatti, recenti scavi archeologici hanno dimostrato l'esistenza di sepolture sia all'esterno che all'interno della chiesa, testimonianza questa della costruzione su un edificio preesistente. 
Al 1582 risale la creazione del convento annesso alla chiesa e la creazione del coro. Il luogo fu poi abitato dagli albanesi sino al 1480, quando l'abbandonarono per spostarsi in Abruzzo al fine di proteggersi dall'invasione dei Turchi, per poi tornarvi dopo circa un anno.

## Descrizione
La chiesa è caratterizzata da una facciata semplice con un portale di gusto rinascimentale con cornice a doppio giro di fogliette. Gli altari interni risalgono ai secoli XVII e XVIII.
Nel 1749, la chiesa annoverava l'altare maggiore sotto il titolo della Vergine, sul lato sinistro i due altari dedicati l'uno alla Santissima Annunziata e l'altro all'Immacolata Concezione, sul lato destro quelli di san Francesco Saverio e di sant'Oronzo.
L'edificio conserva anche una decorazione pittorica più antica, tardo cinquecentesca o dei primi del Seicento, raffigurante una Madonna del Rosario e una ricca serie di affreschi che narrano la vita di Gesù Cristo, tra cui l'Annunciazione, la Visita di Santa Maria a Santa Elisabetta, la Nascita di Gesù nella capanna, la Circoncisione, Gesù che discute con i dottori nel tempio, il Giardino degli ulivi con gli apostoli dormienti, la Flagellazione alla colonna, Gesù con la clamide rossa, l'Incoronazione di spine, Verso il Calvario, l'Innalzamento sulla Croce, Maria Santissima nel cenacolo, Ascensione e Assunzione. Molto importante è l’affresco che si trova sull'altare destro raffigurante la Madonna glicofilusa, ovvero la Vergine nell'atto di allattare il Bambino.

## Riti e celebrazioni
La chiesa della Madonna del Giardino è sede di vari riti e celebrazioni che riflettono il suo ruolo nella comunità. La prima è quella che si svolge la terza domenica di maggio, quando si festeggia la Madonna del Giardino, festa che ha le sue radici in un evento miracoloso legato alla scoperta dell'immagine della Madonna da parte di un mandriano.